# Андерсен, Альф
Альф Андерсен (норв. Alf Andersen; 25 ноября 1928 — 24 июня 1962) — норвежский флейтист.
Андерсен был признан ведущим норвежским флейтистом своего времени и хорошо известен благодаря вещанию NRK и за его ведущую роль в оркестре Норвежского радио, где он был сольным флейтистом с самого образования в 1946 году до своей смерти в 1962 году.

## Награды
- 1-я премия на Женевском международном музыкальном конкурсе 1958 года[3].
- 7-е место среди классических музыкантов 20-го века, разделенное с Оле Эдвардом Антонсеном[англ.][4].